# Kiro Gligorov
Kiro Gligorov (n. 3 mai 1917, Štip, Regatul Serbiei - d. 1 ianuarie 2012) a fost un politician din Macedonia și primul președinte al țării ales prin vot democratic.
1. ↑  „Kiro Gligorov”, Gemeinsame Normdatei, accesat în 26 aprilie 2014
2. ↑  Kiro Gligorov, Hrvatska enciklopedija[*]
3. ↑  Kiro Gligorov, Find a Grave, accesat în 9 octombrie 2017
4. ↑  Kiro Gligorov, Brockhaus Enzyklopädie
5. ↑  Kiro Gligorov, Macedonian independence leader dead (în engleză), accesat în 16 octombrie 2012
6. ↑  „Kiro Gligorov”, Gemeinsame Normdatei, accesat în 13 august 2015
7. ↑  CONOR.SI[*] Verificați valoarea |titlelink= (ajutor)
8. 1 2  Czech National Authority Database, accesat în 1 martie 2022